# Jimmy Greaves
Pour l’article homonyme, voir Greaves.
James Peter Greaves, dit Jimmy Greaves, né le 20 février 1940 à Manor Park et mort le 19 septembre 2021, est un footballeur international anglais. Il est le meilleur buteur de l'histoire du championnat d'Angleterre avec 357 buts.

## Biographie
Il est le meilleur buteur de tous les temps de la première division du championnat d'Angleterre avec 357 buts.
Plus jeune meilleur buteur de la Premier League à 19 ans et avec 33 buts (1959), « Jimmy » Greaves franchit la barre des 100 réalisations en championnat avec Chelsea à seulement 20 ans. Pour sa dernière saison avec les Blues, il termine meilleur buteur du championnat avec 41 réalisations (1961).
Transféré la saison suivante au Milan AC, il marque 9 buts en 12 rencontres de championnat. Malgré cela, le jeune Jimmy a le mal du pays et Tottenham le rapatrie en décembre 1961. En 391 rencontres avec Tottenham Hotspur de 1961 à 1970, il marque à 266 reprises et réussit par 38 fois à marquer 3 buts ou plus lors d'un match. Vénéré chez les Spurs, il remporte la Coupe des coupes en 1963 et la Cup en 1962 et en 1967.
Lors de la Coupe du monde 1966, c'est pourtant du banc qu'il assiste au triomphe des siens. Titulaire indiscutable durant le premier tour, il ne peut ensuite tenir sa place à cause d'une cheville qui reçoit plusieurs points de suture à la suite d'un choc lors du match contre la France. Alf Ramsey décide alors d'accorder sa confiance à Geoffrey Hurst. En 1971, Greaves met un point final à sa prolifique carrière après une dernière saison à West Ham United et 44 buts en 57 sélections avec l'Angleterre.
Il meurt le 19 septembre 2021, à l'âge de 81 ans.

## Palmarès

### En club
- Vainqueur de la Coupe d'Europe des Vainqueurs de Coupe en 1963 avec Tottenham
- Vainqueur de la Coupe d'Angleterre en 1962 et en 1967 avec Tottenham
- Vice-champion d'Angleterre en 1963 avec Tottenham

### En équipe d'Angleterre
- 57 sélections et 44 buts entre 1959 et 1968
- Vainqueur de la Coupe du monde en 1966
- Participation à la Coupe du monde en 1962 (1/4 de finaliste) et en 1966 (Vainqueur)
- 3e au Championnat d'Europe de football en 1968.

### Distinctions individuelles
- Meilleur buteur du Championnat d'Angleterre en 1959 (33 buts), en 1961 (43 buts), en 1963 (37 buts), en 1964 (35 buts), en 1965 (29 buts) et en 1969 (27 buts)[4]
- Meilleur buteur de la Coupe d'Europe des vainqueurs de coupe en 1963 (6 buts)
- Ancien meilleur buteur de l'histoire de Tottenham Hotspur (266 buts) (désormais Harry Kane)
- Meilleur buteur de l'histoire du Championnat d'Angleterre (357 buts)
- 3ème au Ballon d'or 1963.